# GoIF Fram
GoIF Fram är en gymnastik- och idrottsförening i Jönköping i Sverige, bildad 1921. Klubben spelade i Allsvenskan i handboll 1939/1940, men kom senare att inrikta sig alltmer på bowling, vars sektion bildades den 1 april 1960.

### Fotnoter
1. ↑  ”Klubbinfo”. GoIF Fram. Arkiverad från originalet den 7 februari 2015. https://web.archive.org/web/20150207161446/http://www3.idrottonline.se/GymnastikoIFFram-Bowling/Foreningen/Klubbinfo/. Läst 7 februari 2015.
2. ↑  Lennart Lindberg (5 april 2013). ”Kåken invigdes före andra världskriget” (på svenska). J-nytt. Arkiverad från originalet den 7 mars 2016. https://web.archive.org/web/20160307140548/http://www.jnytt.se/article/kaken-invigdes-fore-andra-varldskriget/. Läst 7 februari 2015.
3. ↑  Göran Bäckström (10 februari 2016). ”Då var handbollen nummer ett i Jönköping” (på svenska). Jönköpingsposten. Arkiverad från originalet den 5 juli 2018. https://web.archive.org/web/20180705003946/https://www.jp.se/article/da-var-handbollen-nummer-ett-i-jonkoping/. Läst 15 oktober 2018.
4. ↑  ”Lite historik”. GoIF Fram. Arkiverad från originalet den 25 maj 2012. http://archive.is/2012.05.25-163220/http://www3.idrottonline.se/templates/Page.aspx?id=91634. Läst 21 oktober 2011.